# Эберле, Дитмар
Дитмар Эберле (нем. Dietmar Eberle, род. 31 октября 1952, Хиттизау, Форарльберг) — австрийский архитектор. Вместе с Карло Баумшлагер (нем. Carlo Baumschlager) основал архитектурную мастерску Баумшлагер-Эберле.

## Жизнь и творчество
Дитмар Эберле закончил Технический университет в Вене в 1978 и два года работал в Тегеране. В 1979 году стал одним из основателей творческого объединения «Vorarlberger Baukünstler» («Форарльбергские зодчие»), которое просуществовало до 1982 года.
В 1984 вместе с Карло Баумшлагер он основал своё архитектурное бюро, с которым выиграл больше 35 национальных и международных конкурсов.
С 1999 года Дитмар преподаёт архитектуру в Швейцарской высшей технической школе Цюриха и является главой Центра по жилому строительству и устойчивому градостроительному развитию (англ. centre for housing and sustainable urban development), одного из немногих институтов в мире, занимающихся исследованием жилищного строительства. Также он является преподавателем нескольких университетов в Северной Америке и Европе.

## Творческий стиль
Когда в 1984 году Баумшлагер и Эберле основали своё архитектурное бюро, они провозгласили для себя простые принципы: здания должны занимать компактный объем, фасады и интерьеры должны быть нейтральными, несущие конструкции не должны смешиваться с ограждающими, строительный участок по возможности не должен быть подвержен большим изменениям. Архитекторы старались минимизировать воздействие на окружающую среду, своей целью они провозгласили прагматичность. В своих выступлениях они всегда подчеркивали простоту конструкции, отсутствие сложной геометрии.

## Мастерская Baumschlager-Eberle

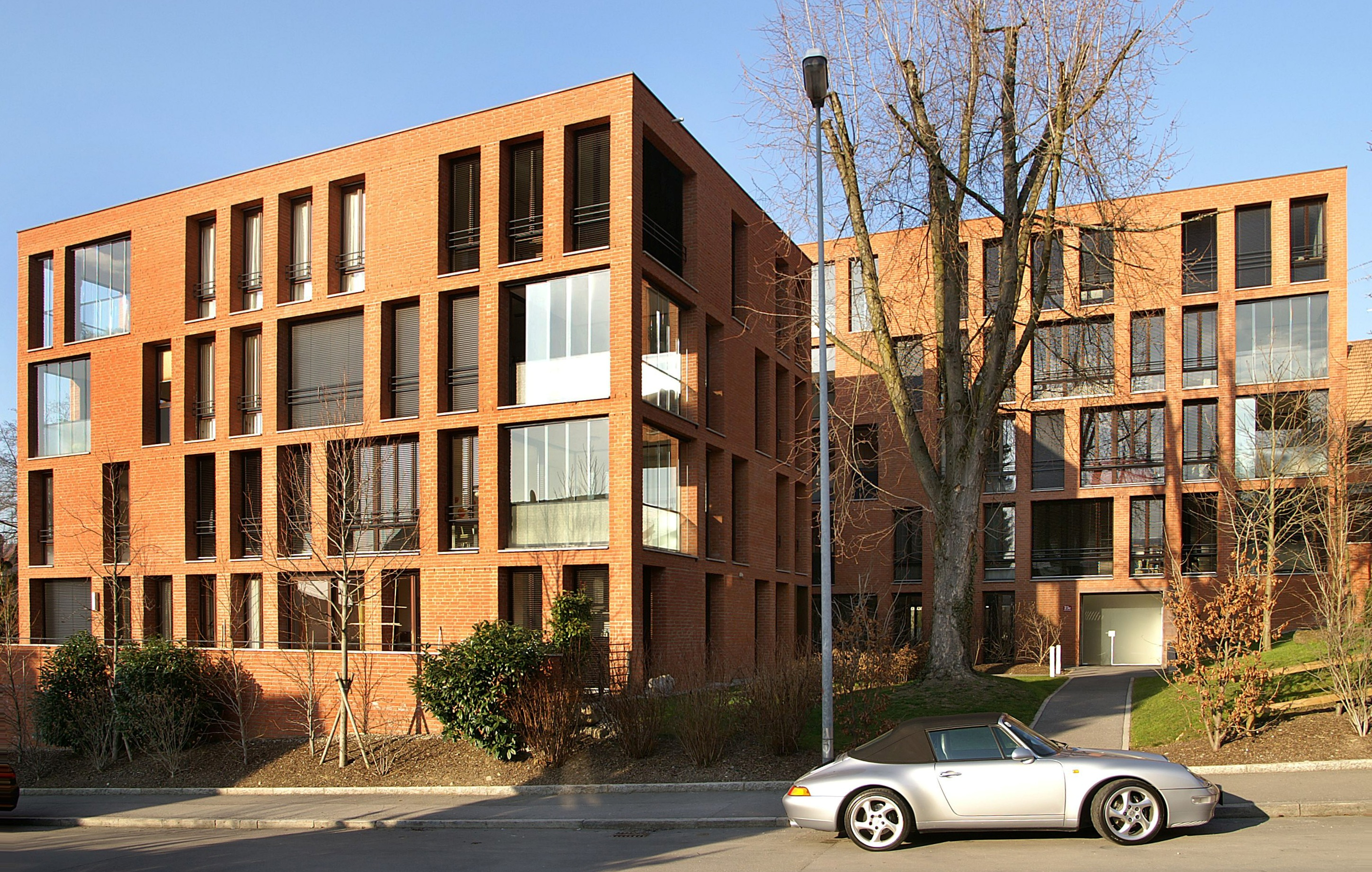
Резиденция администрации, Дорнбирн, Австрия, 2003

Мастерская была основана в Форарльберг в 1985 году. Сегодня филиалы крупной международной компании, которая имеет за плечами больше 300 проектов, находятся также в Австрии (Лохау, Вена, Санкт-Галлен), Швейцарии (Цюрих), Лихтенштейне (Вадуц), Китае (Пекин). Компания имет множество наград, команда работает в разных странах в разных областях архитектуры. Цели мастерской преследуют сочетание двух факторов: функциональности для клиентов и устойчивого развития культуры региона.